# Маккензи (горы)
Горы Маккензи (англ. Mackenzie Mountains) — горная система на границе территории Юкон и Северо-Западных территорий на северо-западе Канады.
Горы Маккензи состоят из нескольких хребтов, протянувшихся на 937 километров в направлении с северо-запада на юго-восток между реками Пил и Лиард. Большая часть гор сложена осадочными породами. Растительность представлена в основном хвойными лесами и редколесьем до высоты 1200—1500 метров, выше — горная тундра. На склонах гор берут своё начало многочисленные притоки реки Маккензи. В южной части находится национальный парк Наханни.
Наивысшей точкой гор Маккензи является Кил-Пик, высотой 2952 метра, вторым по высоте является безымянный пик высотой 2773 метра, носящий неофициальное название Маунт-Нирвана и являющийся наивысшей точкой Северо-Западных территорий.
В 1954 году в недрах гор обнаружено богатое месторождение вольфрама, промышленная добыча начата в 1962 году возле посёлка Тангстен, но затем несколько раз прерывалась из-за колебаний мировых цен на вольфрам. Через горы Маккензи проложено две автодороги — трасса Наханни-Рейндж и трасса Канол.
Горы названы в честь второго премьер-министра Канады Александра Макензи.